# Milan Gajić (labdarúgó, 1996)
Milan Gajić (Vukovár, 1996. január 28. –) szerb labdarúgó, a Red Star Belgrade jobbhátvédje.

## Sikerei, díjai
- U20-as labdarúgó-világbajnokság
  - győztes: 2015